# Uroctea durandi
Uroctea durandi là một loài nhện Địa Trung Hải dài khoảng 16mm, có màu xám với năm đốm vàng trên lưng. Nó sống dưới dá, nơi nó xay một mạng nhện treo ngược giống như cái lều có đường kính khoảng 4 cm.

## Hình ảnh

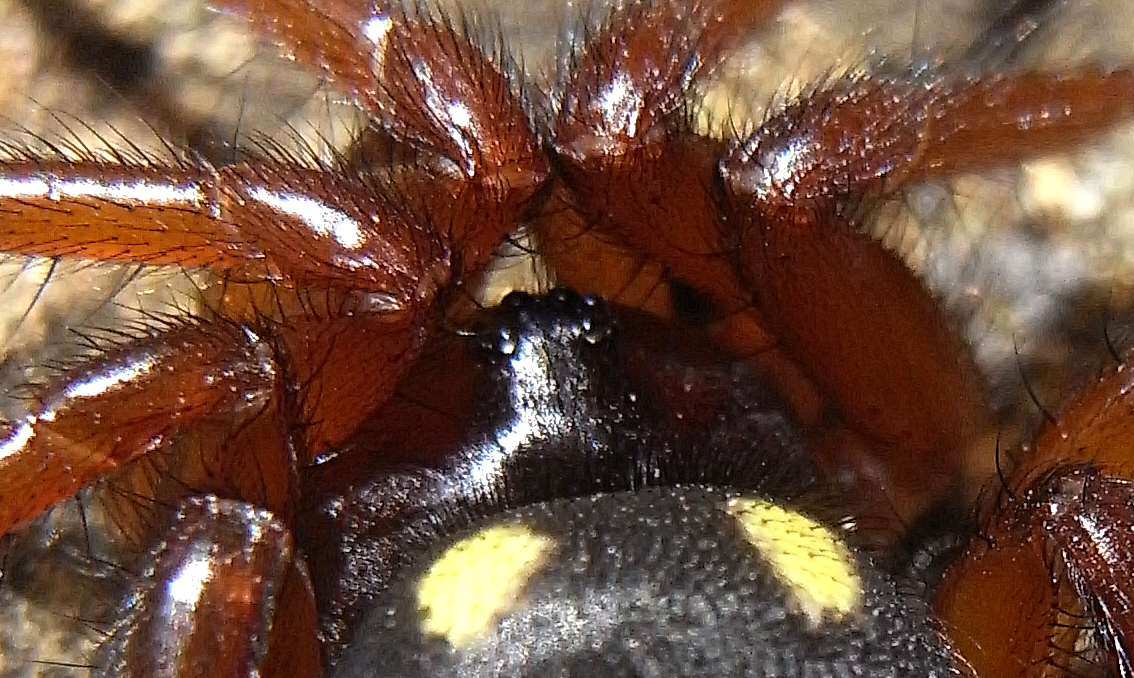
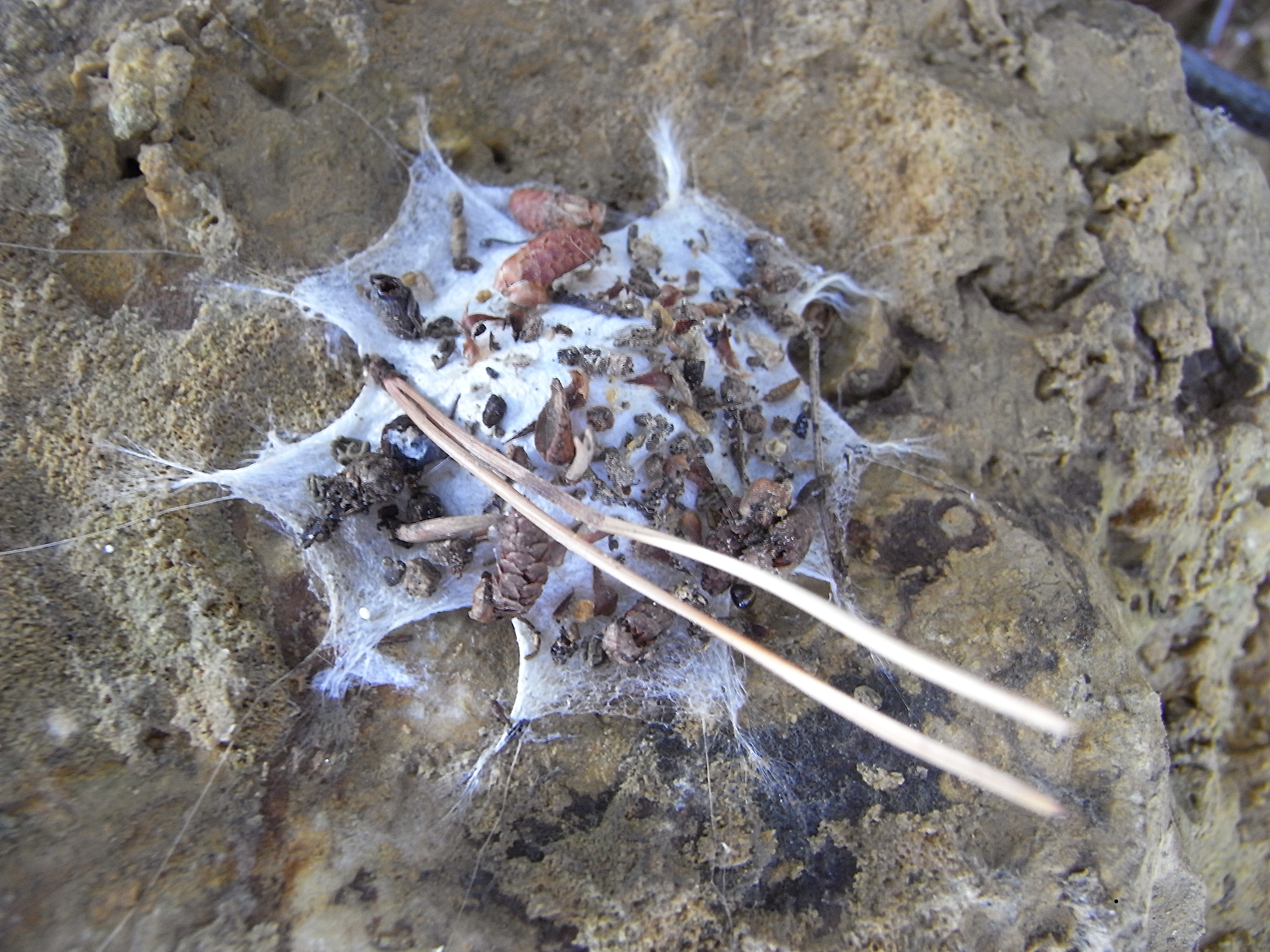
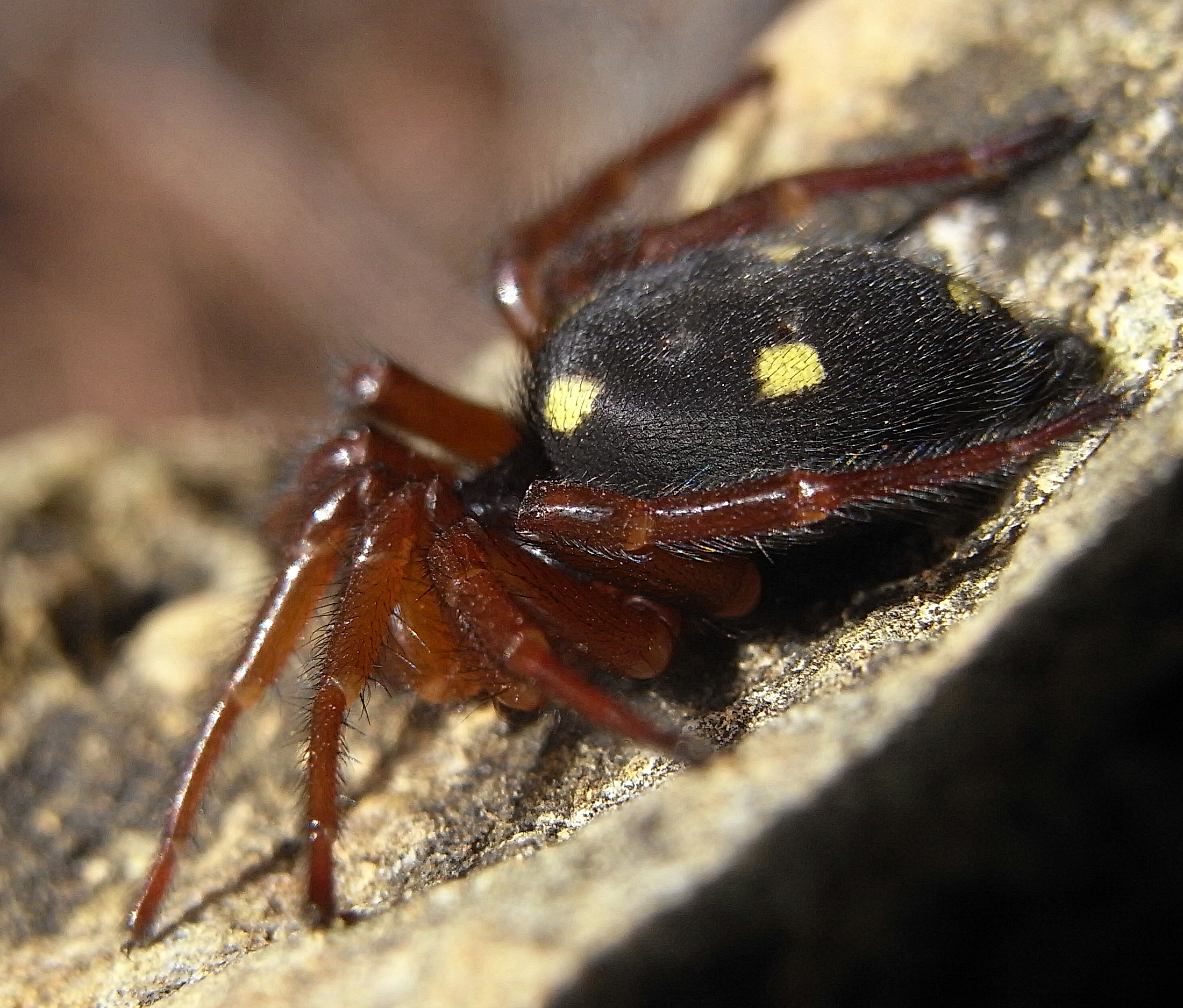
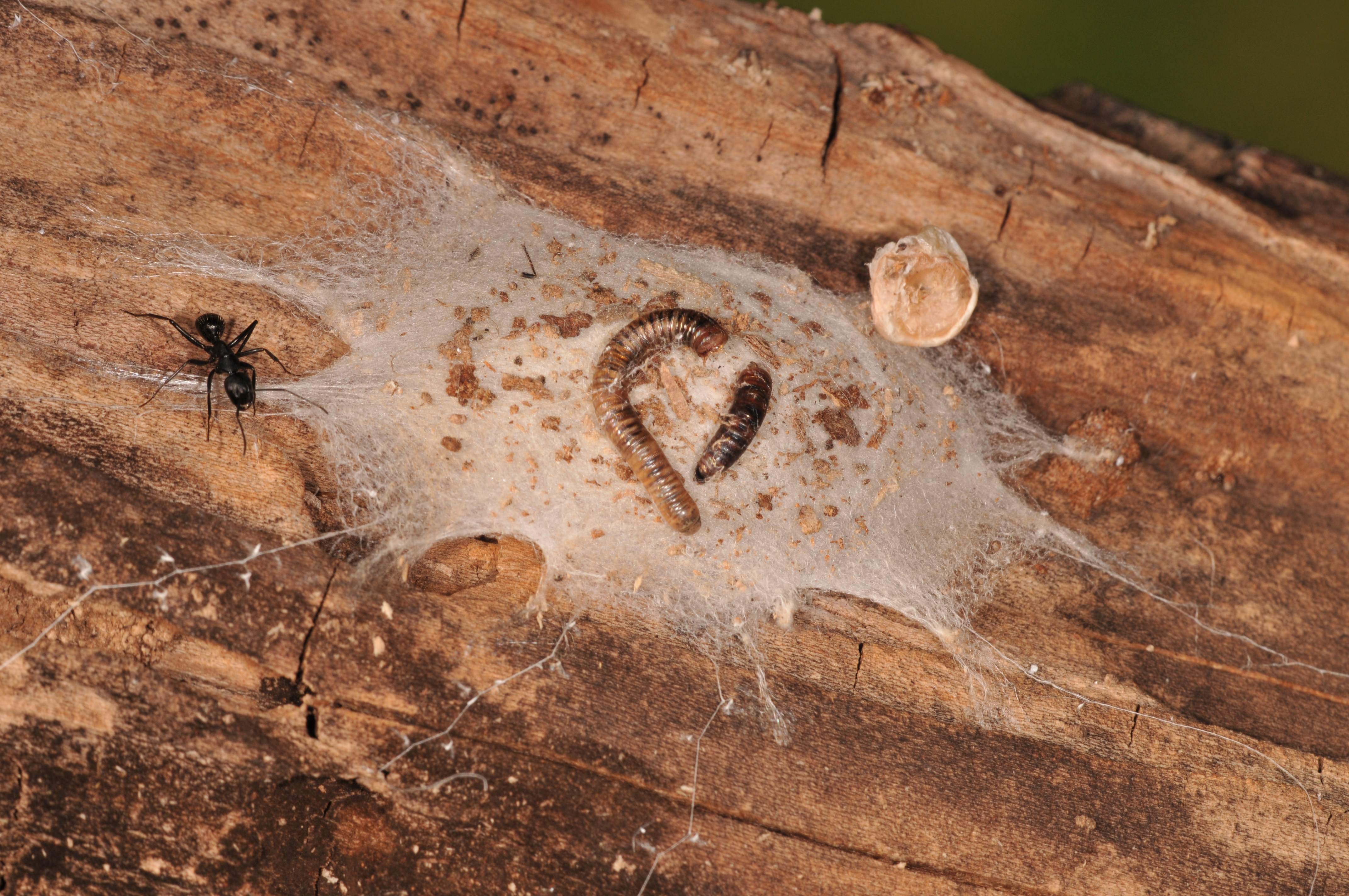